# FC Barcelona C
 For alternative betydninger, se FC Barcelona (flertydig). (Se også artikler, som begynder med FC Barcelona)
 Der er for få eller ingen kildehenvisninger i denne artikel, hvilket er et problem. Du kan hjælpe ved at angive troværdige kilder til de påstande, som fremføres i artiklen.

Futbol Club Barcelona C var et spansk fodboldhold, der blev nedlagt den 2. juli 2007. Holdet var en del af FC Barcelona's ungdomsafdeling og holdet spillede deres kampe på Mini Estadi. Holdet blev grundlagt i 1967 som "Barcelona Amatør", og siden tog navnet "FC Barcelona C" i 1993.[kilde mangler]
FC Barcelona C spillede senest i det spanske ligasystems 4. division. De var udelukket fra oprykning til 3. division, da FC Barcelona B spillede i denne liga. Klubpræsident Joan Laporta valgte ikke at indskrive holdet i Primera Catalana for 2007-08, efter at B-hold rykkede ned til 4. division.